# Barycnemis rugosa
Barycnemis rugosa är en stekelart som först beskrevs av Léon Abel Provancher 1879.  Barycnemis rugosa ingår i släktet Barycnemis och familjen brokparasitsteklar. Inga underarter finns listade.